# DBBL-Pokal 2024/25
Der DBBL-Pokal 2024/25 wurde parallel zur Hauptrunde der Saison 2024/25 ausgetragen. Wie in der Vorsaison spielten alle Erst- und Zweitligisten sowie gemeldete Regionalligisten im K.o.-System über sechs Spielrunden den Deutschen Pokalsieger im Vereinsbasketball der Damen aus.
Als amtierender Pokalsieger – der letzten beiden Saisons –  starteten die Spielerinnen der TK Hannover Luchse ihre zweite aufeinanderfolgende Titelverteidigung im Pokal-Wettbewerb. Am Ende holten die Saarlouis Royals mit einem 97:73-Sieg über die Rutronik Stars Keltern den vierten Pokalsieg ihrer Vereinsgeschichte.

## 1. Pokalrunde
An der 1. Pokalrunde nehmen ausschließlich Teams aus der 2. DBBL sowie die gemeldeten Regionalligisten teil. Die Partien der 1. Pokalrunde wurden am 15. August 2024 ausgelost und am 21. und 22. September 2024 ausgetragen. Die Gewinnerinnen zogen in die 2. Pokalrunde ein.
| Datum      |                                | Ergebnis |                          |
| ---------- | ------------------------------ | -------- | ------------------------ |
| 21.09.2024 | SSV Lok Bernau e.V.            | 40:105   | BBC Osnabrück            |
| 21.09.2024 | TG Neuss Tigers                | 68:72    | TSVE Bielefeld           |
| 21.09.2024 | Dillingen Diamonds             | 73:70    | QOOL Sharks Würzburg     |
| 22.09.2024 | BG 89 AVIDES Hurricanes        | 75:56    | Eimsbütteler Turnverband |
| 22.09.2024 | ASC Theresianum Mainz          | 70:54    | Rhein-Main Baskets       |
| 22.09.2024 | VfL VIAKTIV-AstroLadies Bochum | 74:53    | Bender Baskets Grünberg  |
| 22.09.2024 | TSV München-Ost                | 34:82    | BasCats USC Heidelberg   |

## 2. Pokalrunde
Ab der 2. Pokalrunde nehmen auch die 12 Erstligisten am DBBL-Pokal teilnehmen, sodass sich insgesamt 32 Teams für die 2. Pokalrunde qualifizieren. Die Partien der 2. Pokalrunde wurden am 15. August 2024 ausgelost und am 2. und 3. Oktober 2024 ausgetragen. Die Gewinnerinnen zogen ins Achtelfinale ein.
| Datum      |                          | Ergebnis |                           |
| ---------- | ------------------------ | -------- | ------------------------- |
| 02.10.2024 | MJC Trier                | 32:124   | Saarlouis Royals          |
| 02.10.2024 | Eigner Angels Nördlingen | 85:76    | Orthomol WINGS Leverkusen |
| 02.10.2024 | MTV Stuttgart 1843       | 39:89    | Eisvögel USC Freiburg     |
| 02.10.2024 | New Basket Oberhausen    | 70:63    | TSVE Bielefeld            |

| Datum      |                                   | Ergebnis |                                |
| ---------- | --------------------------------- | -------- | ------------------------------ |
| 03.10.2024 | KuSG Leimen                       | 62:86    | TSV 1880 Wasserburg            |
| 03.10.2024 | PKF Titans Stuttgart              | 55:52    | ASC Theresianum Mainz          |
| 03.10.2024 | Talents BonnRhöndorf              | 35:79    | Alba Berlin                    |
| 03.10.2024 | TV Vörden                         | 32:97    | SYNTAINICS MBC                 |
| 03.10.2024 | ChemCats Chemnitz                 | 52:66    | BBC Osnabrück                  |
| 03.10.2024 | BG 89 AVIDES Hurricanes           | 53:73    | VfL VIAKTIV-AstroLadies Bochum |
| 03.10.2024 | TK Hannover Luchse (TV)           | 66:65    | Herner TC                      |
| 03.10.2024 | UBC Münster                       | 35:115   | GiroLive-Panthers Osnabrück    |
| 03.10.2024 | Dillingen Diamonds                | 20:0     | DJK Don Bosco Bamberg          |
| 03.10.2024 | Falcons Bad Homburg               | 73:71    | BC Pharmaserv Marburg          |
| 03.10.2024 | Eintracht Braunschweig Basketball | 46:70    | medical instinct Veilchen BG74 |
| 03.10.2024 | BasCats USC Heidelberg            | 54:113   | Rutronik Stars Keltern         |

## Achtelfinale
Das Achtelfinale wird am Mittwoch, 4. Dezember 2024 ausgetragen. Als Ersatztermin für noch am EuroCup Women teilnehmende Klubs wurde der 18. Dezember 2024 festgelegt.
Die Partien des Achtelfinales wurden am 6. Oktober 2024 ausgelost.
| Datum      |                                | Ergebnis |                                |
| ---------- | ------------------------------ | -------- | ------------------------------ |
| 04.12.2024 | Falcons Bad Homburg            | 40:75    | Rutronik Stars Keltern         |
| 04.12.2024 | Saarlouis Royals               | 82:58    | GiroLive-Panthers Osnabrück    |
| 04.12.2024 | PKF Titans Stuttgart           | 51:67    | Dillingen Diamonds             |
| 04.12.2024 | VfL VIAKTIV-AstroLadies Bochum | 44:99    | TK Hannover Luchse (TV)        |
| 04.12.2024 | Eisvögel USC Freiburg          | 83:78    | medical instinct Veilchen BG74 |
| 04.12.2024 | BBC Osnabrück                  | 55:69    | SYNTAINICS MBC                 |
| 04.12.2024 | New Basket Oberhausen          | 37:80    | Eigner Angels Nördlingen       |
| 18.12.2024 | TSV 1880 Wasserburg            | 57:104   | Alba Berlin                    |

## Viertelfinale
Drei Viertelfinal-Partien wurden am 8. Januar 2025 ausgetragen. Angeführt von der überragenden Kanadierin Nicole Fransson mit 41 Punkten, davon 6 von 7 Dreiern, und 12 Rebounds warfen die Eigner Angels Nördlingen den amtierenden Pokalsieger TK Hannover Luchse aus dem Wettbewerb.
Das Pokalspiel zwischen Keltern und Freiburg wurde auf den 29. Januar 2025 verlegt.
| Datum      |                          | Ergebnis |                         |
| ---------- | ------------------------ | -------- | ----------------------- |
| 08.01.2025 | Eigner Angels Nördlingen | 89:69    | TK Hannover Luchse (TV) |
| 08.01.2025 | Saarlouis Royals         | 83:80    | SYNTAINICS MBC          |
| 08.01.2025 | Dillingen Diamonds       | 39:103   | Alba Berlin             |
| 29.01.2025 | Rutronik Stars Keltern   | 89:53    | Eisvögel USC Freiburg   |

Die Gewinner der Viertelfinal-Partien qualifizieren sich für das Top Four Finalturnier.

## Top Four Finalturnier
Modus: Die letzten vier im Pokal-Wettbewerb verbliebenen Teams tragen das so genannte Top Four Finalturnier aus. Hierbei werden an einem Wochenende die beiden Halbfinalspiele sowie das kleine und große Finale zusammen an einem Ort ausgetragen. Ausrichter ist in der Regel einer der qualifizierten Klubs.
Das Finalturnier fand in dieser Saison bereits vor dem Abschluss der Hauptrunde am Wochenende des 1. und 2. März 2025 in der Sömmeringhalle in Berlin statt.

### Halbfinale
| 1. März 2025 16:00 Uhr | Spielbericht | Saarlouis Royals                                                  | 72 – 67 | Alba Berlin                                                          | Sömmeringhalle, Berlin Zuschauer: 1850 Schiedsrichter: Aleksandra Pawlik, Eva-Marie Bohn, Christian Pott |
| 1. März 2025 16:00 Uhr | Spielbericht | Punkte pro Viertel: 4:16, 19:24, 26:12, 23:15                     |         |                                                                      | Sömmeringhalle, Berlin Zuschauer: 1850 Schiedsrichter: Aleksandra Pawlik, Eva-Marie Bohn, Christian Pott |
| 1. März 2025 16:00 Uhr | Spielbericht | Punkte: M. Burse 23 Rebounds: E. Davenport 18 Assists: M. Burse 4 |         | Punkte: M. Bertholdt 14 Rebounds: D. Thomas 6 Assists: M. Mulligan 5 | Sömmeringhalle, Berlin Zuschauer: 1850 Schiedsrichter: Aleksandra Pawlik, Eva-Marie Bohn, Christian Pott |
| 1. März 2025 16:00 Uhr | Spielbericht |                                                                   |         |                                                                      | Sömmeringhalle, Berlin Zuschauer: 1850 Schiedsrichter: Aleksandra Pawlik, Eva-Marie Bohn, Christian Pott |

| 1. März 2025 19:00 Uhr | Spielbericht | Rutronik Stars Keltern                                                                     | 90 – 57 | Eigner Angels Nördlingen                                             | Sömmeringhalle, Berlin Zuschauer: 1850 Schiedsrichter: Anne Panther, Mona Kienas, Daniel Krüger |
| 1. März 2025 19:00 Uhr | Spielbericht | Punkte pro Viertel: 20:18, 18:15, 29:9, 23:15                                              |         |                                                                      | Sömmeringhalle, Berlin Zuschauer: 1850 Schiedsrichter: Anne Panther, Mona Kienas, Daniel Krüger |
| 1. März 2025 19:00 Uhr | Spielbericht | Punkte: Q. Lockett, M. Dordevic je 15 Rebounds: M. Dordevic 10 Assists: K. Konstantinova 8 |         | Punkte: J. Jansen 24 Rebounds: N. Fransson 11 Assists: L. Schinkel 7 | Sömmeringhalle, Berlin Zuschauer: 1850 Schiedsrichter: Anne Panther, Mona Kienas, Daniel Krüger |
| 1. März 2025 19:00 Uhr | Spielbericht |                                                                                            |         |                                                                      | Sömmeringhalle, Berlin Zuschauer: 1850 Schiedsrichter: Anne Panther, Mona Kienas, Daniel Krüger |

### Spiel um Platz 3
| 2. März 2025 13:00 Uhr | Spielbericht | Alba Berlin                                                                        | 91 – 55 | Eigner Angels Nördlingen                                                                    | Sömmeringhalle, Berlin Zuschauer: 1850 Schiedsrichter: Mona Kienast, Eva-Marie Bohn, Christian Pott |
| 2. März 2025 13:00 Uhr | Spielbericht | Punkte pro Viertel: 21:21, 26:14, 20:11, 24:9                                      |         |                                                                                             | Sömmeringhalle, Berlin Zuschauer: 1850 Schiedsrichter: Mona Kienast, Eva-Marie Bohn, Christian Pott |
| 2. März 2025 13:00 Uhr | Spielbericht | Punkte: T. Simon, M. Bertholdt je 13 Rebounds: S. Grigoleit 9 Assists: D. Thomas 5 |         | Punkte: N. Fransson 18 Rebounds: N. Fransson 9 Assists: A. Stoller, J. Koch, J. Jansen je 3 | Sömmeringhalle, Berlin Zuschauer: 1850 Schiedsrichter: Mona Kienast, Eva-Marie Bohn, Christian Pott |
| 2. März 2025 13:00 Uhr | Spielbericht |                                                                                    |         |                                                                                             | Sömmeringhalle, Berlin Zuschauer: 1850 Schiedsrichter: Mona Kienast, Eva-Marie Bohn, Christian Pott |

### Finale
Im Finale brachte ein 22:0-Lauf die Saarlouis Royals gegen die favorisierten Rutronik Stars Keltern auf die Siegerstraße. Angeführt von Martha Burse, die mit 20 Punkten, 9 Rebounds und 10 Assists fast ein Triple-Double hinlegen konnte und als MVP des Finalturniers ausgezeichnet wurde, stand am Ende  ein deutlicher 97:73-Sieg, der den Saarlouis Royals nach 15 Jahren den vierten Pokalsieg der Vereinsgeschichte bescherte.
| 2. März 2025 16:00 Uhr | Spielbericht | Saarlouis Royals                                                   | 97 – 73 | Rutronik Stars Keltern                                                       | Sömmeringhalle, Berlin Schiedsrichter: Anne Panther, Aleksandra Pawlik, Daniel Krüger |
| 2. März 2025 16:00 Uhr | Spielbericht | Punkte pro Viertel: 25:18, 20:19, 24:17, 28:19                     |         |                                                                              | Sömmeringhalle, Berlin Schiedsrichter: Anne Panther, Aleksandra Pawlik, Daniel Krüger |
| 2. März 2025 16:00 Uhr | Spielbericht | Punkte: H. Frank 23 Rebounds: E. Davenport 12 Assists: M. Burse 10 |         | Punkte: A. Kiss-Rusk 20 Rebounds: A. Kiss-Rusk 5 Assists: K. Konstantinova 7 | Sömmeringhalle, Berlin Schiedsrichter: Anne Panther, Aleksandra Pawlik, Daniel Krüger |
| 2. März 2025 16:00 Uhr | Spielbericht |                                                                    |         |                                                                              | Sömmeringhalle, Berlin Schiedsrichter: Anne Panther, Aleksandra Pawlik, Daniel Krüger |